# Conejo lilac
El conejo Lilac  es una raza de conejo que cuenta con un característico color gris paloma. Esta raza suele presentar un tamaño medio y una actitud muy dócil, a pesar de su fortaleza. Fue creada en Gran Bretaña a principios del siglo XX y se exportó a Estados Unidos en 1922. Sin embargo, su número es tan bajo que, según la asociación americana Livestock Breeds Conservancy, que trabaja para evitar la extinción de ciertas especies, es una raza en peligro de extinción y, por lo tanto, es necesario vigilarla.  anto el Consejo Británico de Conejos como la Asociación Americana de Criadores de Conejos la reconocen como raza.

## Descripción
El estándar de raza británico exige que el conejo Lilac sea, para considerarlo como tal, un conejo "de color paloma, con posibles tonalidades rosas" en todo el cuerpo, y con ojos a juego. Se penaliza en la clasificación que los conejos tengan pelos blancos en el cuerpo (incluyendo los sobacos) o en las patas; tampoco es aceptable que en el pelaje haya tintes azules, o que la nariz presente un color marrón o masilla. Aunque los criadores americanos consiguen buenos conejos, son los británicos los que logran el color deseado por el estándar. A pesar de que estos conejos presentan un proceso de maduración lenta, cuando la alcanzan, los machos suelen pesar entre 2,5 y 3,4 kg y las hembras de 2,7 a 3,6 kg. Las conejas son madres muy atentas con sus gazapos, las crías de los conejos. 

## Historia
Se dice que el primer criador de conejos Lilac fue un tal H. Onslow de Cambridge, Inglaterra. Él los exhibió por primera vez en 1913. En ese mismo año, Mabel Illingworth, gracias al cruce entre los Blue Imperials y los conejos de La Habana, también empezó a producirlos. En 1917, C.H. Spruty, un criador de Gouda, en Holanda, cruzó los Blue Beverens, la raza más vieja de conejos con pelos, con los conejos de La Habana para crear un tipo de conejo Lilac más grande llamado Gouda o Gowenaar.  La llamada raza azul de Cambridge fue creada en 1922 por el catedrático R.C Punnet, en la Universidad de Cambridge usando el mismo cruce que Spruty había usado. Los conejos que cruzaron Illingworth, Spruty y Punnet crearon una nueva raza de conejos: los conejos Lilac. Debido al gran número de linajes que presentan estos conejos y a las preferencias que cada criador haya tenido, no se puede hablar de un color exacto ni de un tamaño preciso, pues hay una gran variedad.
En 1922, se exportaron los primeros conejos de Gran Bretaña a Estados Unidos y a lo largo de 1926 se enviaron muchos más conejos. Al principio, había un interés muy grande por esta raza en Estados Unidos, sobre todo, en la costa oeste, pero esta nunca llegó a tener la popularidad que otras razas de conejo tuvieron. En 1940, los Lilac se exhibían en el show nacional de la Asociación Americana de Criadores de Conejos y, en 1944, se creó el Club Nacional de conejos Lilac en América. Después de esto, su popularidad empezó a decaer y ya en 1951 el club y la mayoría de los sus criadores no se encontraban en activo. De hecho, en ese año, solamente se exhibieron seis miembros de la raza Lilac en el show nacional. Sin embargo, en 1952, el club se reorganizó y volvió a empezar la crianza, haciendo que el número de conejos de esta raza creciera. La asociación que los cría en Gran Bretaña se llama el Club Nacional de los Lilac.
Como hemos comentado antes, la asociación americana de Livestock Breeds Conservancy afirma que es una raza que debe ser vigilada, ya que el número total de conejos Lilac se sitúa en números inferiores a los 2000 y se registran menos de 200 cada año en los Estados Unidos.  En el siglo XXI, los Lilac americanos han ganado el primer o el segundo premio en numerosos shows nacionales o estatales de crianza.